# Municipio de Jefferson (condado de Henry, Indiana)
El municipio de Jefferson (en inglés: Jefferson Township) es un municipio ubicado en el condado de Henry en el estado estadounidense de Indiana. En el año 2010 tenía una población de 1504 habitantes y una densidad poblacional de 20,49 personas por km².

## Geografía
El municipio de Jefferson se encuentra ubicado en las coordenadas 40°1′19″N 85°25′55″O / 40.02194, -85.43194. Según la Oficina del Censo de los Estados Unidos, el municipio tiene una superficie total de 73.42 km², de la cual 73,27 km² corresponden a tierra firme y (0,2 %) 0,15 km² es agua.

## Demografía
Según el censo de 2010, había 1504 personas residiendo en el municipio de Jefferson. La densidad de población era de 20,49 hab./km². De los 1504 habitantes, el municipio de Jefferson estaba compuesto por el 98,87 % blancos, el 0,2 % eran afroamericanos, el 0,13 % eran asiáticos, el 0,2 % eran de otras razas y el 0,6 % eran de una mezcla de razas. Del total de la población el 0,6 % eran hispanos o latinos de cualquier raza.